# 40-мм гранатометна граната

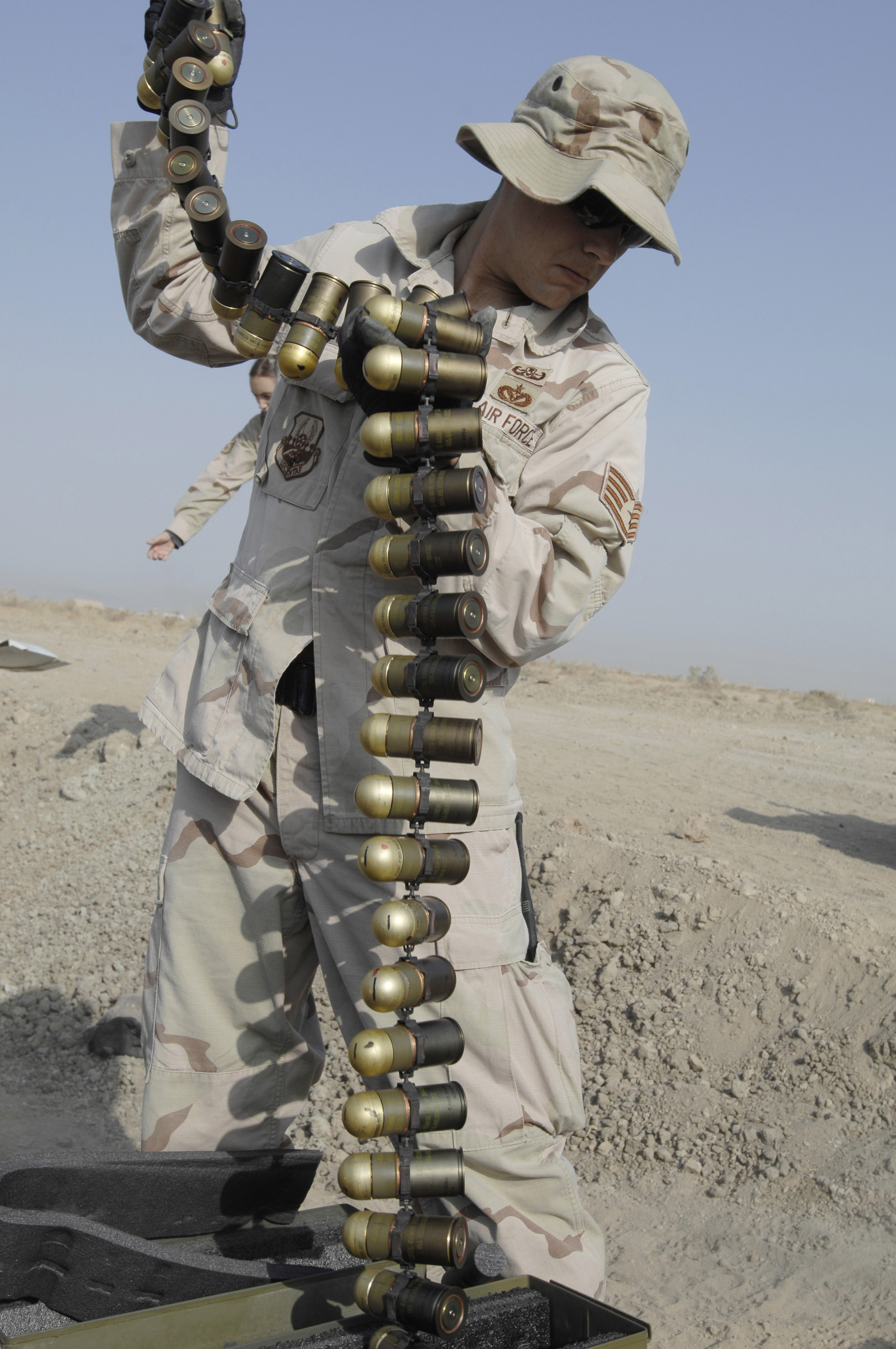
Військовослужбовець Повітряних сил США укладає 40-мм гранатометні гранати, споряджені у стрічку до короба. Авіабаза Алі. Ірак. 2007

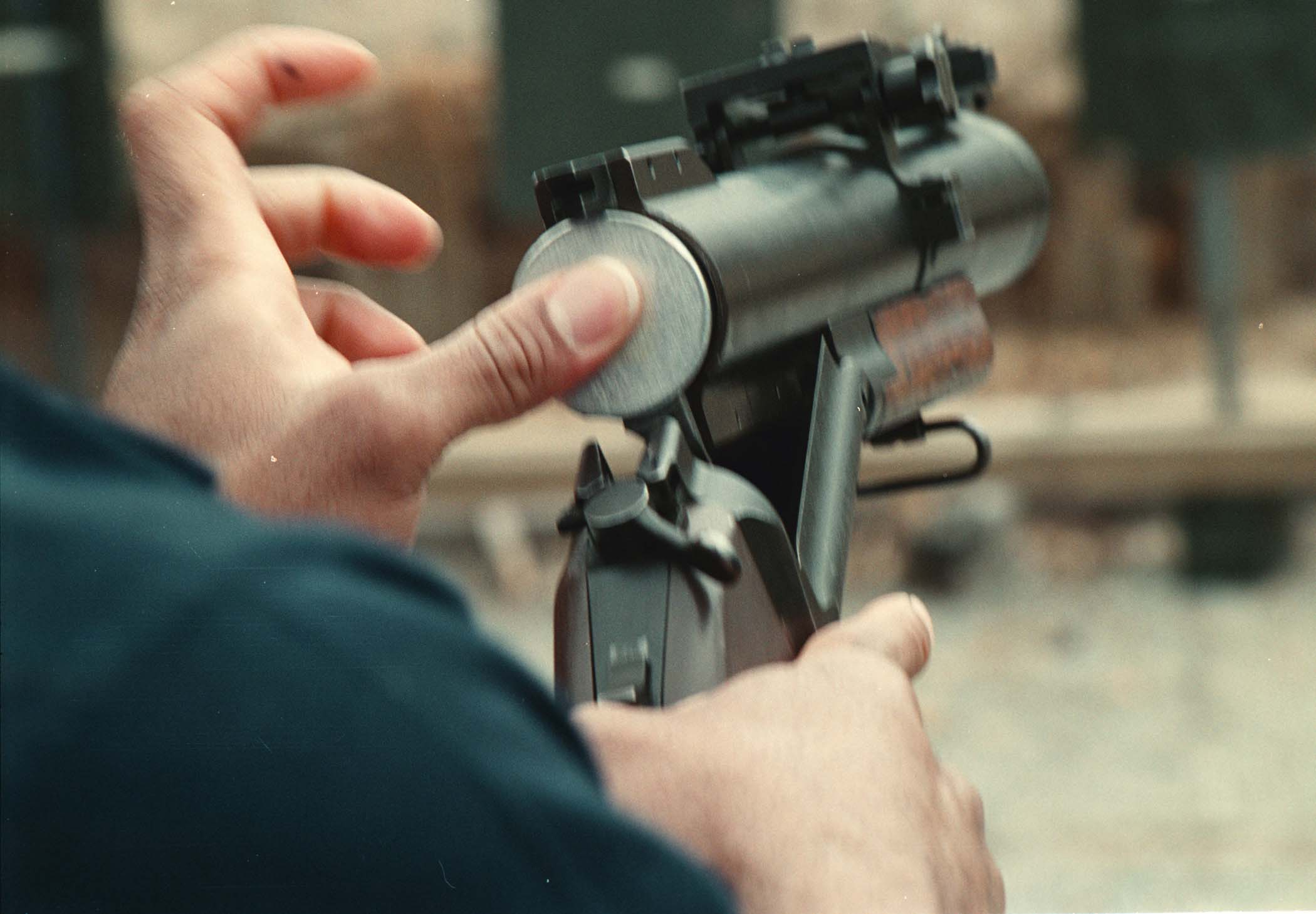
Заряджання 40×46-мм гранатою гранатомету M79. Кемп-Леджейн

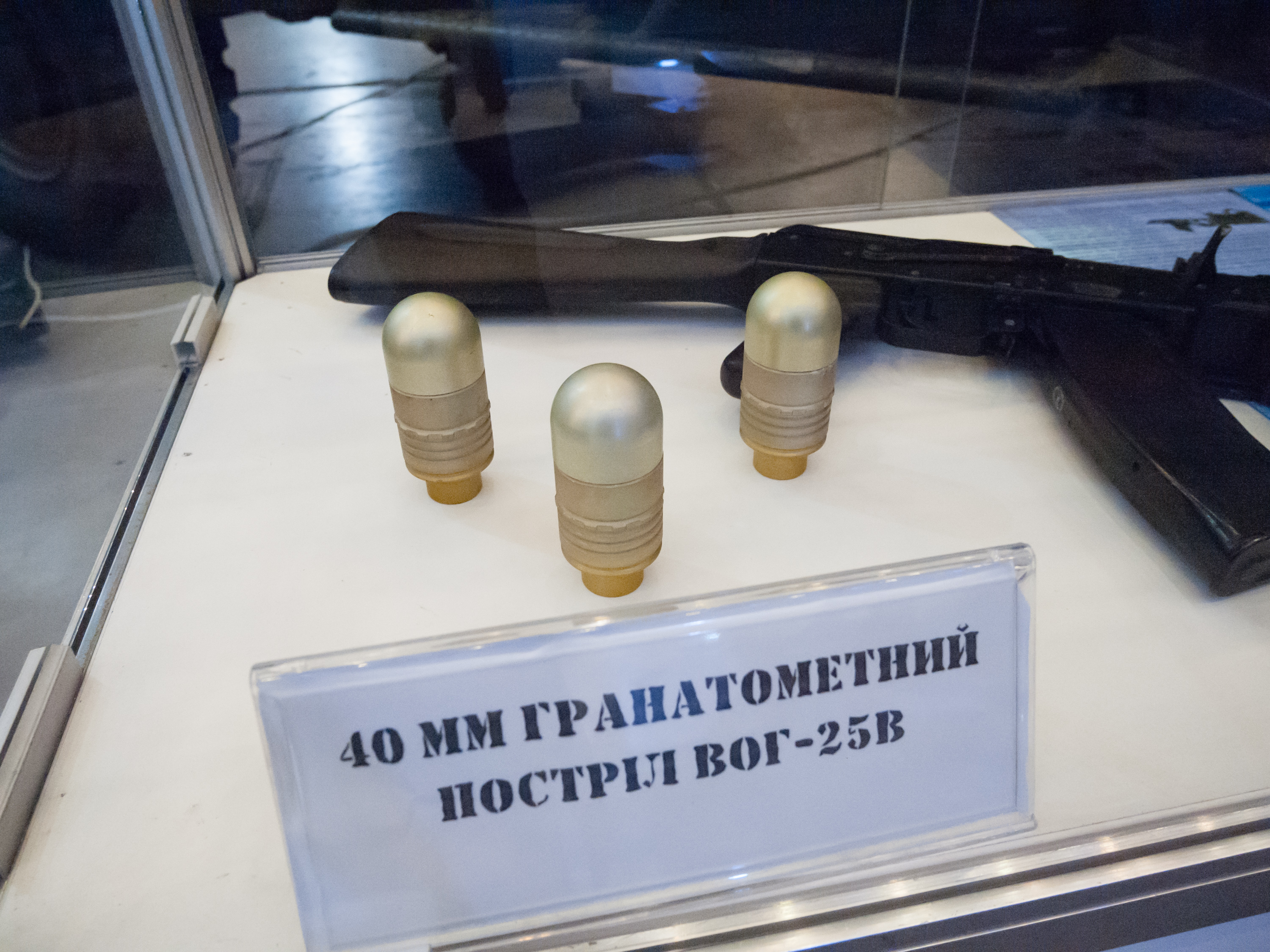
ВОГ-25В на виставці «Зброя та безпека—2017»

40-мм гранатометна граната (англ. 40 mm grenade) — гранатометний постріл калібру 40-мм для автоматичних, підствольних та інших типів гранатометів, що поєднує в собі гранату і метальний заряд у гільзі.

## НАТО
На 2022 рік збройні сили держав-членів НАТО використовують три стандартизовані сімейства гранат калібру 40 мм: низькошвидкісні (LV), 40 мм середньошвидкісні (MV) і 40 мм високошвидкісні (HV). Для різних ручних гранатометів використовуються низько- і середньошвидкісні постріли, а для автоматичних гранатометів — високошвидкісні.

### 40×46 мм LV (40мм низькошвидкісні)
40×46 мм LV (низькошвидкісний) — стандартний боєприпас НАТО, призначений для стрільби з ручних гранатометів, таких як M79, M203, MGL-MK1 і Heckler & Koch AG36.
Порохова суміш утворює під час пострілу низький тиск і надає пострілу середню швидкість 78–84 м/с залежно від типу боєприпасу.

#### Типи низькошвидкісних боєприпасів 40 мм (НАТО)
|  |

| HE, бризантно-вибуховий                                          | HE, бризантно-вибуховий |
| ---------------------------------------------------------------- | ----------------------- |
| M381 HE, бризантно-вибуховий Основний осколково-фугасний постріл |                         |
| M386 HE, бризантно-вибуховий Основний осколково-фугасний постріл | —                       |
| M406 HE, бризантно-вибуховий Основний осколково-фугасний постріл |                         |
| M441 HE, бризантно-вибуховий Основний осколково-фугасний постріл | —                       |

| AB, повітряного підриву | AB, повітряного підриву |
| --- | ----------------------- |
| M397, M397A1 AB, повітряного підриву Осколкова граната, наповнена октолом, і запалом з таймеромА1 має детонатор, який відрізняється від звичайного M397 | —                       |

| DP, подвійного призначення | DP, подвійного призначення |
| --- | -------------------------- |
| M433 HEDP, осколково-фугасний подвійного призначення Кумулятивний заряд із здатністю ураження неброньованих незахищених цілей і пробивання броні Бронепробивність: 2,5 дюйми (63 мм). |                            |

| MP, залповий постріл                                                                               | MP, залповий постріл |
| -------------------------------------------------------------------------------------------------- | -------------------- |
| M576 MP-APERS, залповий протипіхотний постріл Картридж з картеччю з двадцятьма 24-грановими кулями | —                    |

| IL, освітлювальний | IL, освітлювальний |
| --- | ------------------ |
| M583A1 Освітлювальний/сигнальний відблиск із зіркою на парашуті (білого кольору) Сигнальна граната з парашутом для підсвічування та сигналізації                                                                     |                    |
| M585 Освітлювальний /сигнальний відблиск, багатозірковий (білого кольору) Граната містить п'ять піротехнічних зірчастих піротехнічних кульок, що викидаються з носової частини, та використовуються для сигналізації | —                  |
| M661 Освітлювальний/сигнальний відблиск із зіркою на парашуті (зеленого кольору) Сигнальна граната з парашутом для підсвічування та сигналізації                                                                     | —                  |
| M662 Освітлювальний/сигнальний відблиск із зіркою на парашуті (червоного кольору) Сигнальна граната з парашутом для підсвічування та сигналізації                                                                    | —                  |
| M992 Інфрачервона освітлювальна ракета Сигнальна граната з парашутом для інфрачервоного підсвічування. |                    |

| S, димовий                                                                                    | S, димовий |
| --------------------------------------------------------------------------------------------- | ---------- |
| M676 Димовий постріл (жовтий дим) Димова граната на парашуті для сигналізації та позначення   | —          |
| M680 Димовий постріл (білий дим) Димова граната на парашуті для сигналізації та позначення    | —          |
| M682 Димовий постріл (червоний дим) Димова граната на парашуті для сигналізації та позначення | —          |
| M713 Димовий маркер (червоний дим) Димова граната для сигналізації та позначення              | —          |
| M714 Димовий маркер (білий дим) Димова граната для сигналізації та позначення                 | —          |
| M715 Димовий маркер (зелений дим) Димова граната для сигналізації та позначення               | —          |
| M716 Димовий маркер (жовтий дим) Димова граната для сигналізації та позначення                | —          |

| G, газовий                                | G, газовий |
| ----------------------------------------- | ---------- |
| M651 газ CS Граната зі сльозогінним газом | —          |

| TB, термобаричний                                                                      | TB, термобаричний |
| -------------------------------------------------------------------------------------- | ----------------- |
| XM1060 Термобаричний XM1060 — 40-мм термобарична граната, розроблена Picatinny Arsenal | —                 |

| P, практичний | P, практичний |
| --- | ------------- |
| M781 P, практичний Тренувальні боєприпаси, що складаються зі сталевого корпусу, наповненого помаранчевою сигнальною крейдою, скріпленої пластиковим круглим ковпачком |               |

Окрім бойових боєприпасів, існують також боєприпаси для контролю натовпу, такі як губчасті гранати.

#### 40-мм LV (40-мм низькошвидкісні) (Швеція)
Швеція наразі використовує гранатомет M203 (позначається у Швеції як Granattillsats 40 mm Automatkarbin) і, таким чином, використовує 40-мм низькошвидкісний постріл. Всупереч шведській військовій традиції, 40-мм низькошвидкісний постріл наразі не має спеціального місцевого позначення на шведській зброї. Натомість позначення мають лише типи пострілів.
| HE, бризантно-вибуховий | HE, бризантно-вибуховий |
| --- | ----------------------- |
| 40 GSGR HE, бризантно-вибуховий Назва: 40 GSGR, абревіатура від 40 mm gevärsspränggranat, шведське найменування 40-мм гвинтівкової осколково-фугасної гранати. Запал має позначення ÖHKBAR 40 GSGR, абревіатура від ögonblickligt högkänsligt basanslagsrör + позначення пострілу шведською мовою для «миттєвого високочутливого базового удару» Опис: осколково-фугасна граната, призначена для ураження легких неброньованих цілей Конструкція: постріл складається з осколкового корпусу, оснащеного внутрішніми сталевими кульками для додаткового осколкового пошкодження. Детонатор — це високочутливий детонатор без затримки, який розташований у нижній частині корпусу. Маркування: постріл має жовту головку і зелений корпус. Збоку на корпусі є маркування «ST» жовтого кольору, що означає stålkulor («сталеві кульки») \| ТТХ 40 GSGR \| ТТХ 40 GSGR \| \| ------------------- \| ----------- \| \| Вага боєприпасу \| 0,264 кг \| \| Вага заряду \| 0,19 кг \| \| Первинний заряд \| 3 г PETN \| \| Основний заряд \| 23 г RDX \| \| Метальний заряд \| 0,35 г NCGL \| \| Вищий тиск \| 70 MPa \| \| Нижчий тиск \| 15 MPa \| \| Початкова швидкість \| 84 м/с \| \| NEM[Прим. 2] \| 26 г \| \| Джерела \| [23][24] \| | —                       |
| ТТХ 40 GSGR |                         |
| Вага боєприпасу | 0,264 кг                |
| Вага заряду | 0,19 кг                 |
| Первинний заряд | 3 г PETN                |
| Основний заряд | 23 г RDX                |
| Метальний заряд | 0,35 г NCGL             |
| Вищий тиск | 70 MPa                  |
| Нижчий тиск | 15 MPa                  |
| Початкова швидкість | 84 м/с                  |
| NEM | 26 г                    |
| Джерела | [ 23 ] [ 24 ]           |

| DP, подвійного призначення | DP, подвійного призначення |
| --- | -------------------------- |
| 40 GPSGR HEDP, бризантно-вибуховий подвійного призначення Назва: 40 GPSGR, абревіатура від 40 mm gevärspansarspränggranat, шведське найменування 40-мм гвинтівкової бризантно-вибухової протитанкової гранати Опис: осколково-фугасний постріл подвійного призначення, призначений для використання як по незахищених, так і по слабозахищеним цілях. Ймовірно, еквівалентний американському 40-мм пострілу M433 Конструкція: постріл складається з осколкового корпусу, осколково-фугасного заряду та кумулятивного заряду Маркування: постріл має зелену головку і зелений корпус. Збоку постріл має маркування «RSV» жовтого кольору, що означає riktad sprängverkan («кумулятивний заряд», буквально «спрямований вибуховий ефект») \| 40 GPSGR ТТХ \| 40 GPSGR ТТХ \| \| ------------------- \| ----------------- \| \| Вага боєприпасу \| 0,26 кг \| \| Вага заряду \| 0,19 кг \| \| Первинний заряд \| 0,33 г CH-6 \| \| Основний заряд \| 43,5 г Comp A5[a] \| \| Метальний заряд \| 0,34 г NCGL \| \| Вищий тиск \| 70 MPa \| \| Нижчий тиск \| 15 MPa \| \| Початкова швидкість \| 78 м/с \| \| NEM \| 44,3 г \| \| Джерела \| [23][24] \| | —                          |
| 40 GPSGR ТТХ |                            |
| Вага боєприпасу | 0,26 кг                    |
| Вага заряду | 0,19 кг                    |
| Первинний заряд | 0,33 г CH-6                |
| Основний заряд | 43,5 г Comp A5             |
| Метальний заряд | 0,34 г NCGL                |
| Вищий тиск | 70 MPa                     |
| Нижчий тиск | 15 MPa                     |
| Початкова швидкість | 78 м/с                     |
| NEM | 44,3 г                     |
| Джерела | [ 23 ] [ 24 ]              |

| P, практичний | P, практичний             |
| --- | ------------------------- |
| 40 GÖVNGR 07 P, практичний Назва: 40 GÖVNGR 07абревіатура від 40 mm gevärsövningsgranat 07, шведською 40-мм гвинтівкова практична граната 07. Опис: Снаряд тренувальний для навчально-бойової та навчально-тренувальної стрільби Конструкція: постріл має сталевий корпус із пластиковою кришкою та заповнений червоною сигнальною крейдою Маркування: постріл забарвлений у тренувальний синій колір НАТО \| 40 GÖVNGR 07 ТТХ \| 40 GÖVNGR 07 ТТХ \| \| ------------------- \| ------------------------- \| \| Вага боєприпасу \| 0,26 кг \| \| Вага заряду \| 0,19 кг \| \| Первинний заряд \| — \| \| Основний заряд \| Червоний крейдовий маркер \| \| Метальний заряд \| 0,47 г NCGL \| \| Вищий тиск \| 70 MPa \| \| Нижчий тиск \| 15 MPa \| \| Початкова швидкість \| 78 м/с \| \| NEM \| 5 г \| \| Джерела \| [23][24] \| | —                         |
| 40 GÖVNGR 07 ТТХ |                           |
| Вага боєприпасу | 0,26 кг                   |
| Вага заряду | 0,19 кг                   |
| Первинний заряд | —                         |
| Основний заряд | Червоний крейдовий маркер |
| Метальний заряд | 0,47 г NCGL               |
| Вищий тиск | 70 MPa                    |
| Нижчий тиск | 15 MPa                    |
| Початкова швидкість | 78 м/с                    |
| NEM | 5 г                       |
| Джерела | [ 23 ] [ 24 ]             |

#### 40-мм LV (40-мм низькошвидкісні) (Румунія)
Румунська збройова компанія Romarm розробила власну версію 40-мм станкового гранатомета AG-40 під постріл 40×46 мм НАТО (тоді позначався як AG-40PN). Виробництвом румунських 40-мм низькошвидкісних боєприпасів займається збройовий завод Uzina Mecanica Plopeni, дочірня компанія Romarm.
| HE, бризантно-вибуховий | HE, бризантно-вибуховий |
| --- | ----------------------- |
| Grenade 40 NATO Exploziva HE, бризантно-вибуховий Опис: румунський 40×46-мм осколково-фугасний низькошвидкісний постріл Конструкція: постріл сталевий, має точковий детонатор. Основний заряд ВР розташований у нижній частині пострілу. Нижче основного заряду вибухової речовини є шар металевих кульок для додаткового осколкового ураження живої сили противника \| Grenade 40 NATO Exploziva ТТХ \| Grenade 40 NATO Exploziva ТТХ \| \| ----------------------------- \| ----------------------------- \| \| Довжина \| 112 мм \| \| Вага гранати \| 370 г \| \| Вага пострілу \| 245 г \| \| Початкова швидкість \| 75 м/с \| \| Радіус ураження \| 10 м \| \| Самоліквідатор \| 16-23 с \| \| Джерела \| [25] \| | —                       |
| Grenade 40 NATO Exploziva ТТХ |                         |
| Довжина | 112 мм                  |
| Вага гранати | 370 г                   |
| Вага пострілу | 245 г                   |
| Початкова швидкість | 75 м/с                  |
| Радіус ураження | 10 м                    |
| Самоліквідатор | 16-23 с                 |
| Джерела | [ 25 ]                  |

| P, практичний | P, практичний |
| --- | ------------- |
| Grenade 40 NATO Inerta P, практичний Назва: постріл має назву «Інерта» (інертний), але постріл бойовий. «Інертний» відноситься до метального заряду, який є снарядом з твердого матеріалу Опис: румунський низькошвидкісний практичний постріл 40×46 мм Конструкція: Корпус має міцну конструкцію з дюралюмінію \| Grenade 40 NATO Exploziva ТТХ \| Grenade 40 NATO Exploziva ТТХ \| \| ----------------------------- \| ----------------------------- \| \| Довжина гранати \| 112 мм \| \| Вага гранати \| 370 г \| \| Вага пострілу \| 245 г \| \| Початкова швидкість \| 75 м/с \| \| Радіус ураження \| — \| \| Самоліквідатор \| — \| \| Джерела \| [25] \| | —             |
| Grenade 40 NATO Exploziva ТТХ |               |
| Довжина гранати | 112 мм        |
| Вага гранати | 370 г         |
| Вага пострілу | 245 г         |
| Початкова швидкість | 75 м/с        |
| Радіус ураження | —             |
| Самоліквідатор | —             |
| Джерела | [ 25 ]        |

### 40×51 мм MV (40-мм середньошвидкісні)
40×51 мм MV (середньошвидкісні), також відомі як 40×51 мм розширеного діапазону низького тиску (ERLP), це стандартний постріл НАТО «high–low» призначений для стрільби з ручних гранатометів. Його особливість — проміжний боєприпас між низькошвидкісними 40×46 мм і високошвидкісними пострілами 40×53 мм, тому його називають середньошвидкісним патроном 40 мм.
Порох утворює при пострілі середній тиск, що придає гранаті середню швидкість 100 м/с залежно від типу боєприпасів. Він має максимальну дальність 800 метрів, що перевищує звичайні низькошвидкісні варіанти розширеної дальності на 375 метрів.
Постріл 40×51 мм MV був розроблений компанією Rheinmetall Denel Munitions на замовлення Командування спеціальних операцій США (USSOCOM) після вимоги 2008 року щодо збільшення радіусу дії та летальності ураження ручних 40-мм гранат. Компанія Rheinmetall відповіла на це, розробивши нове сімейство 40-мм гранат під назвою 40 mm medium velocity, і до 2019 року постріл проходив кваліфікацію НАТО.
Крім НАТО, гранатометна граната замовлялася Силами національної оборони Південної Африки (SANDF) як постріл для наступного покоління залпового гранатомета Milkor Y4. SANDF схвалив придбання в лютому 2018 року, але поставки не могли бути завершені до кінця 2020 року через пандемію COVID-19.

### 40×53-мм HV (40-мм викосошвидкісні)

40-мм високошвидкісний бризантно-вибуховий боєприпас M430A1 подвійного призначення

40×53-мм HV (викосошвидкісні) стандартні пострілі НАТО системи «high–low» постріл для гранатомета, призначений для навісних або колективних видів автоматичних гранатометів, таких як Mk.19 AGL, Mk 47 Striker, HK GMG, STK 40 AGL і Daewoo K4.
Метальний заряд створює під час пострілу високий тиск і надає гранаті середню швидкість до 241 м/с залежно від типу боєприпасів.

#### 40-мм викосошвидкісні боєприпаси (НАТО)
|  |

| HE, бризантно-вибуховий | HE, бризантно-вибуховий |
| --- | ----------------------- |
| M383 HE, бризантно-вибуховий Осколково-фугасний снаряд, начинений сумішшю А5. (Comp 5A = гексоген + графіт відповідно до шведських настанов). | —                       |
| M384 HE, бризантно-вибуховий Осколково-фугасний снаряд, начинений сумішшю А5. (Comp 5A = гексоген + графіт відповідно до шведських настанов). | —                       |

| DP, подвійного призначення | DP, подвійного призначення |
| --- | -------------------------- |
| M430, M430A1 HEDP, бризантно-вибуховий подвійного призначення M430: Кумулятивний заряд зі здатністю ураження неброньованих цілей і пробивання легкої броні. Бронепробивність: 51 мм. M430A1: Має довший кумулятивний заряд, ніж M430, і пробиває товщу броню. Бронепробивність: 76 мм. |                            |

| CA, картеч | CA, картеч |
| --- | ---------- |
| M1001 HVCC, бризантно-вибуховий касетний картечний Картечний постріл має декілька флешет. Створює зону розсіювання уламків від 0,91 до 1,2 м на відстані до 50 м | —          |

| AB, підривається у повітрі | AB, підривається у повітрі |
| --- | -------------------------- |
| XM1176 HEDP-AB, бризантно-вибуховий подвійного призначення, що підривається у повітрі Кулинарний заряд подвійного призначення з програмованим детонатором для здійснення вибуху у повітрі |                            |
| MK285 PPHE/SD, програмований попередньо фрагментований вибуховий/із самоліквідатором MK285 — протипіхотна граната, призначена для автоматичного гранатомета Mk 47 Striker. Він складається з електронного програмованого підривника, фрагментарної осколкової бойової частини та рухової установки. Підривач програмується через систему керування вогнем гранатомета. Підривач механічно зводиться на відстані приблизно 23 метри від каналу ствола після пострілу. Снаряд запрограмований на вибух над ціллю, а підривник відраховує запрограмований час за допомогою вбудованої електроніки. Якщо вистрілити незапрограмованим патроном, він здетонує під час удару. Снаряд має вбудовану систему самоліквідації і може бути випущений з будь-якого автоматичного гранатомета | —                          |

| P, практичний | P, практичний |
| --- | ------------- |
| M385, M385A1 P, практичний M385: навчальний боєприпас з твердим металевим сердечником. M385A1: модифікований варіант M385 обтічної форми оживало, еквівалент бойового M430 HEDP | —             |
| M918 P, практичний. Навчальний боєприпас зі світловим спалахом | —             |
| M922, M922A1 навчальна граната | —             |
| MK281 Mod 0, MK281 Mod 1 P, практичний MK281 Mod 0: Тренувальний постріл з ударним маркером MK281 Mod 1: Тренувальний постріл із маркером «день-ніч».                           | —             |

#### 40-мм викосошвидкісні боєприпаси (Швеція)
Зараз Швеція використовує гранатомет Mk 19 (позначається як 40 mm granatspruta 92 у Швеції) і, який використовує 40-мм високошвидкісний постріл. Всупереч шведській військовій традиції, 40-мм високошвидкісний постріл наразі не має спеціального місцевого позначення, прийнятого для інших зразків шведської зброї. Натомість позначення мають лише типи снарядів.
В даний час ці типи снарядів можна знайти у шведських керівництвах по зброї.
| DP, подвійного призначення | DP, подвійного призначення                                     |
| --- | -------------------------------------------------------------- |
| 40 PSGR HEDP, бризантно-вибуховий подвійного призначення Назва: 40 PSGR, абревіатура від 40 mm pansarspränggranat, шведське визначення 40-мм бризантно-вибухової протитанкової гранати. Підривач позначається як ÖHKSAR PSGR, абревіатура від ögonblickligt högkänsligt spetsanslagsrör + позначення снаряда, шведською для «миттєвого високочутливого точкового удару» Опис: осколково-фугасна граната подвійного призначення, яка призначена для використання як проти живої сили противника, а також легкоброньованих цілей. Ймовірно, він еквівалентний американському 40-мм M430 Конструкція: постріл складається з осколкового корпусу, осколково-фугасного заряду і кумулятивного заряду. Підривник — високочутливий без затримки, розташований у верхній частині корпусу. Маркування: граната має золотистий наконечник та зелене тіло. Збоку снаряд має маркування «RSV» жовтого кольору, що означає riktad sprängverkan («кумулятивний заряд», буквально «спрямований вибуховий ефект»). \| ТТХ 40 PSGR \| ТТХ 40 PSGR \| \| -------------------------------- \| ---------------------------------------------------------------------- \| \| Вага гранати \| 0,34 кг \| \| Вага головної частини \| 0,25 кг \| \| Первинний заряд \| 0,3 г Comp A3[b] \| \| Основний заряд \| 33 г Comp A5[c] \| \| Метальний заряд \| 4,45 г NCGL M2 \| \| Верхній тиск \| 286 MPa \| \| Нижній тиск \| 94 MPa \| \| Початкова швидкість \| 241 м/с \| \| Проникнення кумулятивного заряду \| До 50 мм сталі під кутом 0 ° на всій дальності ураження цілей.[33][42] \| \| NEM[Прим. 3] \| 38 г \| \| Джерела \| [23][24] \| |                                                                |
| ТТХ 40 PSGR |                                                                |
| Вага гранати | 0,34 кг                                                        |
| Вага головної частини | 0,25 кг                                                        |
| Первинний заряд | 0,3 г Comp A3                                                  |
| Основний заряд | 33 г Comp A5                                                   |
| Метальний заряд | 4,45 г NCGL M2                                                 |
| Верхній тиск | 286 MPa                                                        |
| Нижній тиск | 94 MPa                                                         |
| Початкова швидкість | 241 м/с                                                        |
| Проникнення кумулятивного заряду | До 50 мм сталі під кутом 0 ° на всій дальності ураження цілей. |
| NEM | 38 г                                                           |
| Джерела | [ 23 ] [ 24 ]                                                  |

| ТТХ 40 ÖVNGR          | ТТХ 40 ÖVNGR             |
| --------------------- | ------------------------ |
| Вага гранати          | 0,37 кг                  |
| Вага головної частини | 0,25 кг                  |
| Первинний заряд       | —                        |
| Основний заряд        | 1,8 г спалахового заряду |
| Метальний заряд       | 3,5 г NC A/S 0200        |
| Верхній тиск          | 286 MPa                  |
| Нижній тиск           | 94 MPa                   |
| Початкова швидкість   | 241 м/с                  |
| NEM                   | 5,6 г                    |
| Джерела               | [ 23 ] [ 24 ]            |

| ТТХ 40 ÖVNGR 07       | ТТХ 40 ÖVNGR 07            |
| --------------------- | -------------------------- |
| Вага гранати          | 0,37 кг                    |
| Вага головної частини | 0,25 кг                    |
| Первинний заряд       | -                          |
| Основний заряд        | Оранжевий крейдовий маркер |
| Метальний заряд       | 4 г NCGL                   |
| Верхній тиск          | 286 MPa                    |
| Нижній тиск           | 94 MPa                     |
| Початкова швидкість   | 241 м/с                    |
| NEM                   | 4,8 г                      |
| Джерела               | [ 23 ] [ 24 ]              |